# Liverpool (krater)
Liverpool – krater uderzeniowy na Terytorium Północnym w Australii. Skały tego krateru są widoczne na powierzchni ziemi.
Krater ma średnicę 1,6 km, powstał 150 ± 70 milionów lat temu w późnej jurze lub wczesnej kredzie, w skałach osadowych. Leży w bagnistej części Ziemi Arnhema, na obszarze zalewowym rzeki Liverpool. Ziemie te należą do Aborygenów i wymagane jest zezwolenie na wstęp. Badania dodatkowo utrudnia występowanie na tym terenie krokodyli. Odsłoniętą część krateru tworzy pierścień brekcji piaskowcowej o wysokości sięgającej 50 m i szerokości od 100 do 300 m. Wnętrze wypełniają młodsze piaskowce.